# 사매면
사매면(巳梅面)은 대한민국 전북특별자치도 남원시의 면이다. 북쪽으로는 임실군 오수면, 남쪽으로는 광치동과 접한다.

## 법정리
- (옛 사동면 지역)
  - 계수리(桂樹里)
  - 대율리(大栗里)
  - 서도리(書道里)
  - 월평리(月坪里)
  - 인화리(仁化里)
  - 화정리(花亭里)
- (옛 매내면 지역)
  - 관풍리(官豊里)
  - 대신리(大新里)
  - 오신리(梧新里)

## 교육
- 사매초등학교 (오신리)
- 인화초등학교 (폐교) - 사매면 대사로 1002 (인화리)
- 용북중학교 (오신리)

## 사건
- 1997년 3월 24일 : 서촌마을 앞 전라선 철도 건널목에서 무궁화호 열차와 농어촌버스가 추돌하는 사고가 발생, 16명이 숨지고 15명이 다친 사고이다. 사고 당시 버스 운전기사의 잘못으로 추측되었으며, 사건 발생 당시 대부분의 버스 승객들은 전부 장보러 나가기 위해 남원시내로 나섰던 것으로 판단되었으며, 일부의 경우 가족 단위인 것으로 추정된다.